# Monflorite-Lascasas
Monflorite-Lascasas (aragónul Monflorite-As Casas) település Spanyolországban, Huesca tartományban. Monflorite-Lascasas Alcalá del Obispo, Albero Bajo, Albero Alto, Huesca és Loporzano községekkel határos. Lakosainak száma 490 fő (2024).

## Népesség
A település népessége az utóbbi években az alábbiak szerint változott:
| Lakosok száma | 200  | 217  | 240  | 296  | 315  | 295  | 360  | 404  | 432  | 490  |
|               | 2001 | 2004 | 2006 | 2009 | 2011 | 2014 | 2016 | 2019 | 2021 | 2024 |